# Juan Carlos Paz
Juan Carlos Paz Sosa (6 settembre 1944) è un ex calciatore uruguaiano, di ruolo centrocampista.

## Carriera

### Club
Giocò tutta la carriera nel campionato uruguaiano.

### Nazionale
Con la maglia della Nazionale ha vinto il Campeonato sudamericano del 1967.

## Palmarès

### Nazionale
- Campeonato Sudamericano de Football: 1

Uruguay 1967